# SN 2007F
SN 2007F – supernowa typu Ia odkryta 11 stycznia 2007 roku w galaktyce UGC 8162. W momencie odkrycia miała maksymalną jasność 17,30m.